# Chicago Women's Open 2021 - Qualificazioni singolare
Le qualificazioni del singolare femminile del Chicago Women's Open 2021 sono un torneo di tennis preliminare per accedere alla fase finale della manifestazione. Le vincitrici dell'ultimo turno entrano di diritto nel tabellone principale. In caso di ritiro di una o più giocatrici aventi diritto a queste subentrano le lucky loser, ossia le giocatrici che hanno perso nell'ultimo turno ma che hanno una classifica più alta rispetto alle altre partecipanti che avevano comunque perso nel turno finale.

## Teste di serie
1. Anastasija Potapova (primo turno)
2. Clara Burel (ultimo turno, Lucky Loser)
3. Ana Bogdan (qualificata)
4. Zarina Dijas (qualificata)

1. Sara Errani (ritirata)
2. Hailey Baptiste (primo turno)
3. Samantha Stosur (ritirata, ancora in gara al Western & Southern Open)
4. Han Na-lae (ultimo turno)

## Qualificate
1. Quinn Gleason
2. Aldila Sutjiadi

1. Ana Bogdan
2. Zarina Dijas

### Lucky Loser
1. Clara Burel

## Tabellone

### Legenda
| - Q = Qualificato - WC = Wild card - LL = Lucky loser | - ALT = Alternate - SE = Special Exempt - PR = Protected Ranking | - w/o = Walkover - r = Ritirato - d = Squalificato |

### Sezione 1
|  | Primo turno | Primo turno         | Primo turno     | Primo turno | Primo turno |  |  | Secondo turno | Secondo turno   | Secondo turno   | Secondo turno | Secondo turno |  |
|  |             |                     |                 |             |             |  |  |               |                 |                 |               |               |  |
|  | 1           | Anastasija Potapova | 1               | 6           | 3           |  |  |               |                 |                 |               |               |  |
|  |             | Quinn Gleason       | 6               | 2           | 6           |  |  |               | Quinn Gleason   | Quinn Gleason   | 6             | 6             |  |
|  | WC          | Maya Battle         | Maya Battle     | 0           | 0           |  |  | Alt           | Makoto Ninomiya | Makoto Ninomiya | 3             | 1             |  |
|  | Alt         | Makoto Ninomiya     | Makoto Ninomiya | 6           | 6           |  |  |               |                 |                 |               |               |  |

### Sezione 2
|  | Primo turno | Primo turno      | Primo turno | Primo turno | Primo turno |  |  | Secondo turno | Secondo turno   | Secondo turno | Secondo turno | Secondo turno |  |
|  |             |                  |             |             |             |  |  |               |                 |               |               |               |  |
|  | 2           | Clara Burel      | 6           | 4           | 7           |  |  |               |                 |               |               |               |  |
|  |             | Bárbara Gatica   | 2           | 6           | 5           |  |  | 2             | Clara Burel     | 6             | 5             | 2             |  |
|  |             | Aldila Sutjiadi  | 4           | 6           | 7           |  |  |               | Aldila Sutjiadi | 2             | 7             | 6             |  |
|  | Alt         | Ljudmyla Kičenok | 6           | 4           | 5           |  |  |               |                 |               |               |               |  |

### Sezione 3
|  | Primo turno | Primo turno          | Primo turno          | Primo turno | Primo turno |  |  | Secondo turno | Secondo turno        | Secondo turno        | Secondo turno | Secondo turno |  |
|  |             |                      |                      |             |             |  |  |               |                      |                      |               |               |  |
|  | 3           | Ana Bogdan           | 6                    | 5           | 6           |  |  |               |                      |                      |               |               |  |
|  | WC          | Emma Navarro         | 2                    | 7           | 3           |  |  | 3             | Ana Bogdan           | Ana Bogdan           | 6             | 6             |  |
|  |             | Kimberley Zimmermann | Kimberley Zimmermann | 6           | 6           |  |  |               | Kimberley Zimmermann | Kimberley Zimmermann | 1             | 2             |  |
|  | 6           | Hailey Baptiste      | Hailey Baptiste      | 2           | 4           |  |  |               |                      |                      |               |               |  |

### Sezione 4
|  | Primo turno | Primo turno    | Primo turno    | Primo turno | Primo turno |  |  | Secondo turno | Secondo turno | Secondo turno | Secondo turno | Secondo turno |  |
|  |             |                |                |             |             |  |  |               |               |               |               |               |  |
|  | 4           | Zarina Dijas   | Zarina Dijas   | 6           | 6           |  |  |               |               |               |               |               |  |
|  |             | Eden Silva     | Eden Silva     | 0           | 1           |  |  | 4             | Zarina Dijas  | 5             | 6             | 6             |  |
|  |             | Sophia Whittle | Sophia Whittle | 1           | 1           |  |  | 8             | Han Na-lae    | 7             | 1             | 1             |  |
|  | 8           | Han Na-lae     | Han Na-lae     | 6           | 6           |  |  |               |               |               |               |               |  |